# Pergalumna tsavoensis
Pergalumna tsavoensis är en kvalsterart som beskrevs av Sandór Mahunka 1986. Pergalumna tsavoensis ingår i släktet Pergalumna och familjen Galumnidae. Inga underarter finns listade i Catalogue of Life.